# Olga Lengyel
Olga Lengyel (19 d'octubre de 1908 – 15 d'abril de 2001) fou una presonera hongaresa del camp nazi de concentració d'Auschwitz-Birkenau, qui més tard va escriure les seves experiències en el llibre Five Chimneys (Cinc xemeneies). Va ser l'única de la seva família en sobreviure a l'Holocaust.

## Vida i carrera
Lengyel era ajudant de cirurgia a Kolozsvár, Hongria (avui en dia Cluj-Napoca, Romania). Treballava al mateix hospital on el seu marit, Miklos Lengyel, era el director. El 1944 va ser deportada amb el seu marit, els seus pares i els seus dos fills al camp de concentració d'Auschwitz-Birkenau. Va escriure un llibre de memòries de les seves experiències en el camp, amb el títol de Five Chimneys: The History of Auschwitz (Cinc xemeneies: la història d'Auschwitz), que va ser publicat inicialment a França el 1946 amb el títol de Souvenirs de l'au-delà (Records del més enllà). Una edició estatunidenca posterior va tenir el títol de Survived Hitler's Ovens (Sobrevivint als forns de Hitler). Les edicions més recents han utilitzat el títol Five Chimneys: A Woman Survivor's True Story of Auschwitz (Cinc xemeneies: la història verídica d'una dona supervivent d'Auschwitz). A Espanya es va editar amb el títol Los hornos de Hitler.
A les seves memòries, Lengyel va proporcionar una narració del seus records de l'Irma Grese, guardiana austríaca del camp de concentració, qui va massacrar sense pietat les dones més belles del campament, va triar quins presoners serien operats pels metges de les Schutzstaffel i quins serien enviats a les cambres de gas. Grese va ser ràpida en apallissar Lengyel, una jueva amb entrenament mèdic i que havia estat escollida per ajudar al metge de les SS. En última instància Lengyel es va escapolir. Lengyel descriu com "va veure Irma Greise [sic] arribant del Fuehrerstube amb el seu fuet a la mà, per a escollir el següent lot per a la cambra de gas".
Els seus fills van morir en la cambra de gas. "No puc oblidar la responsabilitat que tinc, en part, de la destrucció dels meus propis pares i dels meus dos fills petits. El món sencer pense que jo no podia salvar-los, però en el meu cor persisteix la terrible sensació de que sí podia, que podria haver-ho fet, els podria haver salvat". Després de la guerra, va emigrar als Estats Units d'Amèrica on va fundar la Biblioteca Commemorativa, patrocinada per la Universitat de l'Estat de Nova York. "La Biblioteca, amb la seu a la seva elegant residència, és el llegat d'Olga, que s'inscriu en la seva missió d'educar activament a les generacions futures sobre l'Holocaust i altres genocidis, i la importància dels drets humans". Va morir el 15 d'abril de 2001 als 92 anys.

## Llegat
En 2006, la Biblioteca Commemorativa va llançar la Xarxa Educacional sobre l'Holocaust, un programa nacional per mestres sobre educació arran de l'Holocaust, especialment en escoles rurals i ciutats petites, en col·laboració amb la National Writing Project's Rural Sites Network. El programa és dirigit per Sondra Perl, autora del llibre On Austrian Soil: Teaching Those I Was Taught to Hate (En terra austríaca: ensenyances sobre aquells que em va ensenyar a odiar).